# Ра (буква арабского алфавита)
Ра  (араб. راء‎) — десятая буква арабского алфавита. Она произносится как русский звук «р». Ра относится к солнечным буквам.

## Соединение
Стоящая отдельно и в начале слова Ра пишется, как ﺭ; в середине и в конце слова — ـر.

## Абджадия
Букве соответствует число 200.

## Произношение
Сегаль В. С. пишет: "Буква «ра» обозначает твёрдый согласный (р) похожий на соответствующий русский, но произносимый несколько энергичнее. Этот звук в арабском языке никогда не смягчается, даже перед (и). Гласный (а) после (р) приобретает "задний " оттенок, как в русском слове «клал». (Сегаль В. С. Начальный курс арабского языка, стр. 9)
Мнение Б. З. Халидова более близко к науке «Таджвид» (орфоэпия): «Звук (р) — переднеязычный дрожащий сонант (то есть звук, в котором голос преобладает над шумом). При его произнесении вибрирует кончик языка, слегка загнутый и поднятый кверху. Арабский (р) в общем похож на русский твёрдый (р), но иногда может произноситься мягко.
Наиболее твёрдый вариант этого звука слышится перед гласными (а) и (у). Например: рабби — Господи! рубба — много, часто. Но перед (и) он приближается к русскому мягкому рь: риба ростовщичество».